# Hugo "Skruven" Jonsson
Bengt Hugo Jonsson, född 28 mars 1900, död 22 november 1988, var en svensk idrottspersonlighet. Han hade en lång domarkarriär inom ishockey, bandy och framförallt korpfotboll och kallades mot slutet av karriären för Europas äldsta domare.

## Biografi
Jonsson föddes Högsby, i Kalmar län som son till stationskarlen Gustaf Herman Jonsson och hans hustru Jenny Maria Skog.  Runt 1920 flyttade han till Kalmar då han fått ett jobb i en järnhandel. Han var själv aktiv inom lokalidrotten och började döma olika lagsporter några år därefter. Under 1920-talet växlade han mellan uppdraget som domare och sin egen idrottskarriär som högerytter i Kalmar Idrottssällskap
Från 1954 gick Jonsson över till att döma i Korpen. Redan under tidigt 1970-tal ansågs han var vara Europas och kanske världens äldsta ännu aktiva domare, men hans domarkarriär avslutades inte förrän 1984.

## Smeknamnet
Det är lätt att tro att en person som jobbat hela sitt liv för en järnhandel kallas "Skruven" på grund av det. Men smeknamnet sades också komma från hans sätt att röra sig. Kanske ifrån den plågade och skruvade löpstil som Jonsson uppvisade under målgången av ett terränglöpningslopp under 1920-talet, eller från hans skridskoåkningsstil.